# Trema'n Inis : Vers l'île
Albums de Alan Stivell
E Dulenn
(1975) 'Raok dilestra : Avant d'accoster
(1977)
Trema'n Inis (Vers l'île) est le huitième album original d'Alan Stivell et son sixième album studio, paru en 1976. L'album est dédié aux poètes bretons et plus intimement à son père récemment décédé. La mise en musique de poèmes par Alan Stivell, seul ou avec son père Jord sur deux morceaux et Dan Ar Braz sur un titre, contribue à faire connaitre ces textes renforcés par le pouvoir de communication de la musique.
Ils traitent de choses très différentes mais qui sont autant d'aspects de la vie quotidienne : historiques avec Per Denez, politiques avec l'extrait de Hommes liges des talus en transe de Paol Keineg, philosophiques voir mystiques avec Gwernig, Kerverzhiou, Glanndour et Sohier pour se terminer par la révolte sociale de Yann-Ber Piriou.

## Démarche personnelle, culturelle et artistique
« J'ai enregistré ce disque en hommage à mon regretté père Georges Cochevelou, à qui les Bretons doivent la renaissance de la harpe celtique ; cette résurrection est bien plus profonde que celle d'un simple instrument de musique. Deux morceaux de ce disque sont de sa composition et interprétés sur la harpe qui fut son prototype et qui est mon seul trésor. J'ai dédié ce disque à quelques-uns des grands poètes bretons de la précédente et de l'actuelle génération. Ayant réussi à atteindre une certaine popularité, celle-ci doit maintenant servir la deuxième étape de notre révolution culturelle, soutenir la prise de conscience, aider notre peuple à se connaître plus profondément, et à le faire rayonner dans ses expressions multiples, dans la mesure du possible, sans attendre la libération politique. Il ne faudrait pas juger ces poèmes sur les traductions littérales qui ont été faites uniquement pour vous donner une idée de leur signification et non de leur intérêt artistique. Cependant, sans parler breton, il vous est possible de l'apprécier partiellement, mais directement, ne serait-ce que par la musicalité des textes. »
— Alan Stivell, Texte sur la pochette du disque.

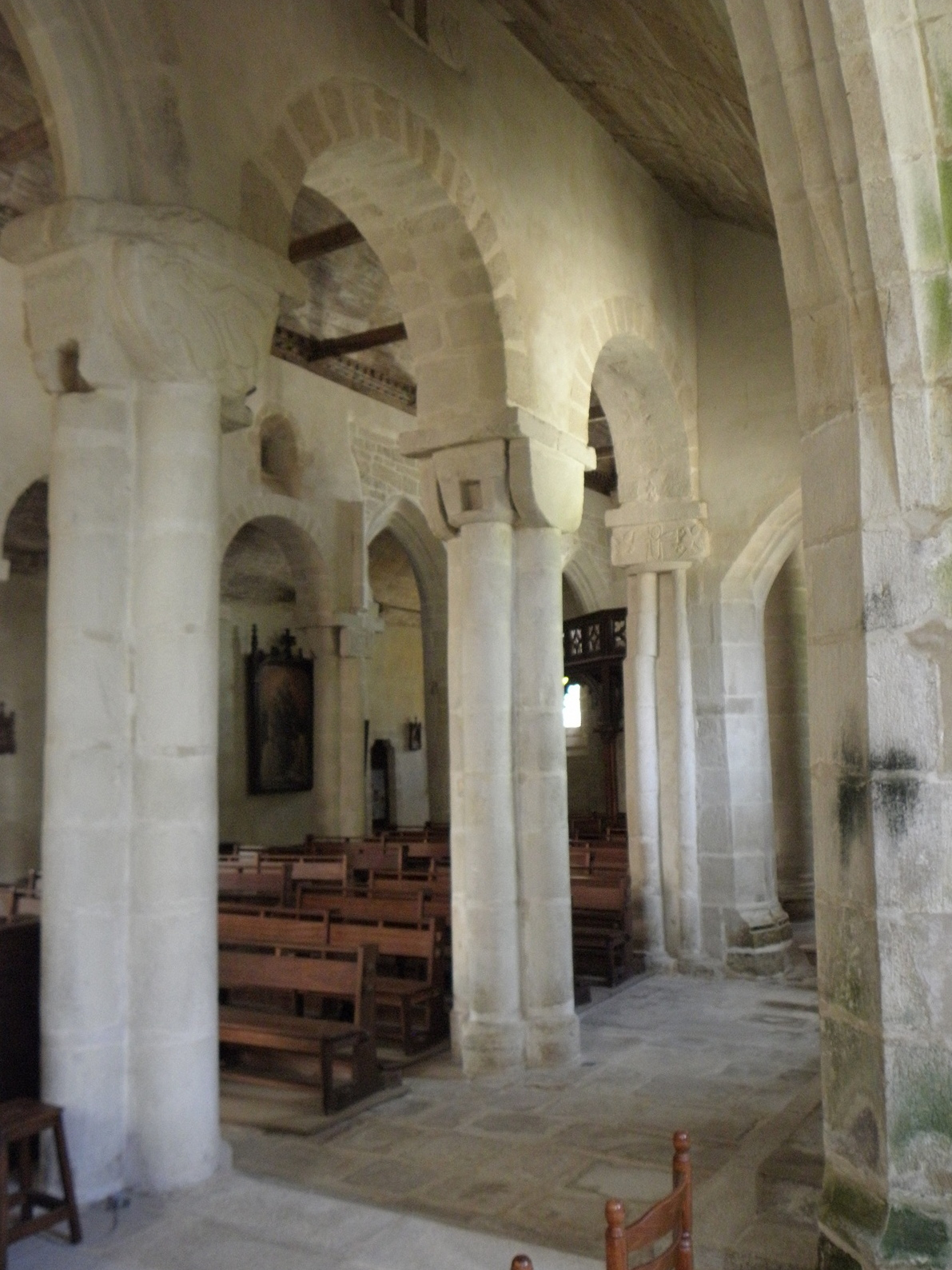
Nef de l'église Saint-Pierre-et-Saint-Paul de Langonnet où a été pris en photo Alan avec sa harpe pour la pochette.

Alan Stivell tente une nouvelle expérience, prêter sa voix et sa musique à la poésie, « une forme d'expression qui déborde rarement le cercle trop restreint des initiés. » selon Erwan Le Tallec. Stivell le confirme et déclare dans en 1979 : « La musique enrichit la poésie et facilite sa diffusion. La conjugaison de divers moyens d'expression favorise la communication. L'idéal consiste à réunir musique, texte et image. Alors le public peut comprendre et recevoir cette forme d'art sans éducation spécifique ni commentaire particulier. [...] Par ailleurs, je considère que ma fonction comporte une dimension pédagogique : mon travail doit viser à remplacer une éducation défaillante et constituer une sorte d'école parallèle. Dans un premier temps, j'ai dû sensibiliser les Bretons à leur propre musique et à leurs danses. Mais je ne peux m'arrêter là. Je dois aider les gens à s'ouvrir à d'autres formes d'art. ».
L'album est consacré à des poètes bretons différents, aussi bien sur le plan humain que sur le plan intellectuel ou purement littéraire : Youenn Gwernig, Paol Keineg, Per Denez, Yann Sohier, Y.B. Piriou, G.B. Kerverzhiou et Maodez Glandour. « Mon objectif en faisant cet album était donc de contribuer à faire connaître des poètes en utilisant le pouvoir de communication de la musique, mais aussi de traiter des choses très différentes qui sont autant d'aspets de notre vie quotidienne. Des aspects politiques avec le réalisme social de Keineg, des aspets philosophiques avec Kerverzhiou et Glandour par exemple. [...] Mais il me semble que toutes ces personnalités réunies, tous ces poèmes réunis, forment un ensemble très riche et même très harmonieux dans sa diversité. » Le « grand moment » de l'album est sans doute son interprétation du poème Hommes liges des talus en transe de Paol Keineg.
Dans le livre Racines interdites, paru en 1979, Alan Stivell signalait : « Aujourd'hui, la jeune génération de nos poètes s'intéresse aux luttes ouvrières et paysannes et leurs poésie en est le reflet. Ainsi, tous les poètes bretons édités chez P.-J. Oswald sont des auteurs engagés : ils ne séparent la poésie ni de leurs luttes ni de celles du peuple auquel ils appartiennent. » Plus loin il précise : « La complémentarité est indispensable : il faut chanter les luttes et célébrer l'amour, en breton et en français... exprimer la réalité dans sa totalité. La poésie-tract doit côtoyer la poésie hermétique et le tableau auquel chaque regard donne son propre sens. »

## Parutions de l'album et réception
Trema'n inis paraît fin 1976, à nouveau sous le label Keltia III de l'artiste, et distribué au départ par Phonogram. CBS (futur Sony) reprend la distribution quelques années plus tard. Dreyfus l'édite en CD dans les années 1990. En 1976 sort également le 45 tours Gwriziad difennet (« Racines interdites »), annonçant l'album 'Raok dilestra : Avant d'accoster qui sort l'année suivante, une continuité entre le cap vers l'île et l'accostage du bateau à la côte, avant le retour sur la terre ferme (à Langonnet) et sa musique plus habituelle. Le disque paraît en pleine grève des artistes, qui dure plusieurs semaines : « Je ne fais aucune promotion, Trema'n inis passe en grande partie inaperçu ».
Dans son livre Racines interdites, Stivell se rend compte qu'il a élargi le lectorat des poètes qu'il a choisi : « Bien qu'il n'ait guère été diffusé à la radio, mon disque consacré à la poésie bretonne s'est vendu à trente mille exemplaires en un an. Il a donc sans conteste touché un public beaucoup plus vaste qu'un recueil de poésie. » Pour Gérard Simon, dans son livre consacré au harpiste, « le résultat est riche, Alan Stivell étonne encore une fois. ». Il prouve qu'il reste animé par la même ferveur : Jacques Vassal, dans le journal Rock & Folk, considère que c'est « un disque à la sourde magique, riche d'implication culturelles, poétiques et politiques qui réconciliera avec Alan ceux qui le croyaient perdu dans les méandres du showbiz »
En 1977, dans le magazine Best numéro 102, une analyse situe l'album dans la démarche cyclique et globale de l'artiste : « Ce disque s'inscrit pour Alan dans cette « progression dialectique » qui fait alterner un album électrique (progrès) et un album traditionnel (retour à la source) selon le haut ou le bas de cette spirale omniprésente dans les arts celtiques. Trema'n Inis présente une accentuation souple mais nette de la croissance d'importance et de radicalisation des textes, dont Alan voit la première étape dans l'album public E Dulenn. [...] Vers l’Île dans sa grandeur simple et évocatrice rappelle souvent les climats de Reflets son premier album. C'est peut-être significatif d'un nouveau départ pour Alan. »
La chanteuse harpiste Cécile Corbel déclare avoir écouté l'album en boucle.

## Caractéristiques artistiques

### Description des morceaux
Stok ouzh an enez (« En vue de l'île »)Ce texte de Youenn Gwernig ouvre l'album. Pour Stivell, la chanson exprime « une sorte de tension collective vers une libération. Une tension silencieuse dont la Bretagne a besoin ». Dans leur sens premier, les paroles parlent de passagers d'une barque ou d'un bateau voguant vers une île ; « peut-être faudra-t-il débarquer au large / Et l'atteindre à la nage […] et l'île sera nôtre / Peut-être ». Cette île est mystérieuse : il faut l'aborder en silence, les arbres y sont d'un vert inattendu et « sous la mousse bruissent / Des eaux secrètes ». Plus qu'à l'île Lincoln du roman de Jules Verne, on songe au Farghestan qui attire tant « l'observateur » Aldo dans Le Rivage des Syrtes de Julien Gracq. Mais ce disque étant dédié à la mémoire de son père, on peut aussi songer à la barque des trépassés du cap Sizun, à la tradition du dernier voyage des druides défunts vers leur sépulture à Sein, et à Avalon, où fut emmené le roi Arthur après la bataille de Camlann et où il demeure endormi. L'île aussi, selon Stivell, du « dépassement de soi et d'un monde plus humain ». Impression de douceur, comme dans le poème de Gwernig lorsqu'il écrit : « berceuse, berceuse ». Le chanteur se fait-il « l'accompagnateur de Georges vers les rivages paisibles d'un au-delà salvateur ? », se demande Laurent Bourdelas dans la biographie. Son interprétation à la harpe cordée métal – la dernière qu'il lui ait conçue – et son chant fluide, qui s'achève par quelques paroles simplement dites, en font un passeur spirituel.

La Bretagne a connu plusieurs révoltes, aux motifs sociaux (ci-dessus à Fouesnant à la suite des conséquences de la Révolution française) ou économiques (comme la crise du marché légumier des années 1960).

Hommes liges des talus en transeInterprétation et mise en musique du poème de Paol Keineg, initialement publié par Pierre-Jean Oswald en 1969. Stivell explique sa démarche ainsi : « Vouloir se servir des mots et mettre l'accent sur la compréhension directe conduit à chanter en français. Mais je pense qu'il faut éviter de s'enfermer dans ce dilemme. J'ai choisi ce poème français de Keineg alors que j'aime aussi beaucoup Le poème du pays qui a faim. Simplement l'espoir en est absent. Le texte qui j'ai retenu présente, lui, le pourrissement d'un pays et de son peuple et il s'achève par une sorte de rêve dans lequel perce l'espoir. »  Les notes de la harpe, en « cascade », font parfois songer à la pluie salvatrice du début avec l'anaphore « il pleut sur… » ; la voix du narrateur se fait plus solennelle au moment de l'éveil « Je m'assois sur les talus limpides / Je m'installe sur la fesse des montagnes de laine » puis en position de réflexion « Et à la clarté des couteaux / Je laisse plonger en moi les racines du pain. » En regardant les ellipses de la scansion stivellienne, on découvre qu'il insiste sur la lassitude de l'exil qu'il a lui-même connu ; il se souvient sans doute qu'il a appartenu au groupe des « écoliers ternes et appliqués établissant soudain / Des relations de cause à effet ». 
 Sa déclamation alterne avec le chant (montant parfois haut vers les aigus), s'ouvrant par « plus loin », où la harpe se fait plus puissante, comme pour souligner certains vers et déboucher sur la strophe du silence, « le champ clos du silence », avant de repartir dans l'adresse aux hommes, tandis que la voix se fait plus grave : « hommes / Je vous parle d'un temps… ». Stivell en dit les phrases et les mots pour lui essentiels, ceux qui disent, par exemple, l'ancienne fraternité et la dépossession d'une patrie entière, selon Laurent Bourdelas. Sur le passage rythmé par le répétitif « au bout de l'océan », il superpose en arrière-plan le « plus loin » déjà chanté, puis il crie son pays comme Keineg : « je te crie pays ! », dans le silence ou le son battu de la harpe, se faisant à son tour porteuse de la voix des autres : « vous tous qui êtes en moi », rappelant ensuite le mal pesant d'accumulation d'images douloureuses jusqu'à l'appel à combattre pour la justice lancé à tous les hommes liges des talus en transe démangés par la liberté (mais Stivell ne dit pas le passage sur les « femmes fraîches »). Les rassemblements doivent accomplir « soudain des révolutions étincelantes à la face du monde » mais participeront aussi à « des émeutes de tendresse » pour donner naissance à « un peuple nouveau ». La dernière strophe – celle de l'éveil – est dite intégralement, accompagnée par des accords d'orgue et une nappe de synthé.
Suivent deux compositions de son père Georges Cochevelou réalisées pour mettre en musique deux poèmes à la fin des années 1950.
Rinnen XXCette première composition accompagne le texte « Arcane XX » de Gwilherm Berthou devenu le poète Kerverzhioù (1908-1951). L'arcane est le mot désignant la préparation mystérieuse réservée aux adeptes du mouvement néodruidique – l'auteur y appartenait ainsi qu'à la franc-maçonnerie – et, par extension, le mystère, le secret. Roger Caillois ayant écrit depuis que « les poètes sont là pour manifester les arcanes du monde », cela peut valoir ici, où un ange apparaît au poète à qui il demande « de croire au Libérateur […] Il me crait : "Attention ! Je suis là pour vous juger ; du moment qui fuit, de la volonté qui dort, du jour sans valeur vous goûterez la honte !" ». L'interprétation peut être multiple : (r)appel à l'ordre de l'homme trop désinvolte dans sa propre existence ou, dans un contexte plus « breton », avertissement à ceux qui n'en font pas assez. Le chant de Stivell évolue entre douceur et fermeté, dialogue et silence.
An eur-se zo ken tost d'ar peurbad (« Cette heure si près de l'éternel »)Poème de Maodez Glanndour (Loeiz ar Floc'h, 1909-1986) où il est encore question de mystère : « Ô Vie dans le mystère, toi si proche de l'éternel ! / Ô Paix ! Plus de bruit. » Malgré la nuit, l'hiver, le gel, malgré le brouillard, le sommeil et le silence, demeure une étincelle, « un cyclamen rouge en fleur », une prière – la présence incontestable de l'âme, parfaitement exprimé par le son de la harpe et le chant. Il est évident que ces deux poèmes prennent une signification encore plus particulière après la disparition de Jord Cochevelou : « Maodez Glanndour exprime une aspiration vers Dieu, vers l'absolu, des thèmes dont l'évocation mérite d'être poursuivie parallèlement à une poésie de combat. » 

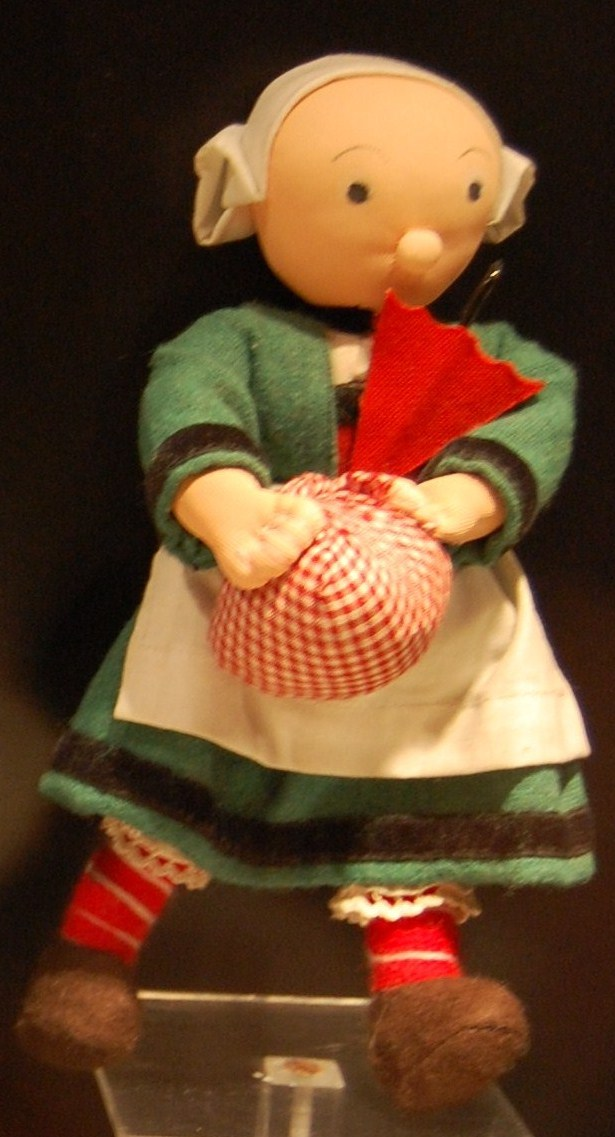
Jusque dans les caractéristiques du personnage Bécassine, les « provinciaux » Bretons auront été sous-estimés.

Negro SongAutre poème publié chez Oswald, du linguiste rennais Per Denez (1921-2011) – plus ou moins un blues breton – mis en musique par Alan Stivell. « Je suis breton / J'ai été esclave » : dès l'ouverture, le poète rappelle que ceux de son peuple ont souvent et longtemps été soldats pour la France, de l'Ancien Régime à Verdun ou l'Indochine ; qu'ils ont – comme les maçons creusois – contribué à construire Paris, qu'ils ont été valets ; qu'ils ont aidé la France à faire subir à d'autres la servitude qu'ils avaient subie. L'interprétation de Stivell alterne le grave pour les couplets et l'aigu pour insister sur le vers « J'ai été esclave », « J'ai été soldat » ou « J'ai été valet », répétés trois fois entre les couplets, avec une légère réverbération (delay). La strophe « Et je les ai fait rire / Car j'ai été bouffon » est suivie par un intermède de harpe, à la manière d'une guitare bluesy, qui s'achève sur la répétition de « J'ai été martyr ». Stivell prolonge cette approche du texte dans son livre : « Il jette un pont entre le problème breton et celui des opprimés du monde entier. Se battre pour la dignité des Bretons, c'est lutter contre les oppressions partout où elles règnent. »
E-tal ar groaz (« Face à la croix »)Mise en musique de ce qui semble être l'unique poème en breton de Yann Sohier (1901-1935), militant de la langue bretonne. Le texte montre sept cercueil de sept vieilles femmes mortes pendant l'hiver, au village de Kernevez, emportant avec elles la langue de la Bretagne : « on n'entendra maintenant plus que la langue de l'étranger ». Les assonances en ez – en breton –, notamment la répétition de seizh (sept), en font un poème très musical, une litanie accompagnant les cercueils qui passent dans le sentier, face à la croix, « devant le Christ de pierre nu ». Stivell récite d'abord puis chante et la harpe le rejoint pour cette douce et triste complainte en hommage à la langue perdue.
Ar chas doñv 'yelo da ouez (« Les chiens redeviendront sauvages »)L'album s'achève avec le poème de Yann-Ber Piriou, lui aussi publié par Oswald, reprenant la thématique de plusieurs textes du disque : les Bretons ont « vécu timide des siècles de honte » mais « les chiens redeviendront sauvages ». Interprété à la harpe et à la guitare par Dan Ar Braz, chanté avec force par Stivell, le texte devient prophétique avec la répétition du dernier couplet : « Car si vient le jour du réveil / Des monts d'Arrée au pays nantais / Les chiens redeviendront sauvages ». Sur le plan de l’accentuation des phrases, la chanson est aussi un appel à poursuivre dans cette direction : « On ne met pas assez souvent en valeur le rythme de la langue comme le fait Yann-Ber Piriou. Sa richesse est encore peu exploitée dans la chanson bretonne. »

### Pochette et disque
La photo est prise de nuit dans l'église de Langonnet, un lieu propice pour faire raisoner sa harpe et sa voix chantant les textes des poètes bretons contemporains. Sa harpe ressuscitée et certaines compositions sont l'œuvre de son père qui vient de le quitter, à qui il pense surement, les yeux dans le vide, dans ce lieu de méditation et de prière. Prise par Claude Jarroir, elle le montre, dans un halo de lumière orangée, jouant de la harpe au pied d'un pilier roman. Alan parle de préroman celtique aux chapiteaux de granit sculpté de l'église Saint-Pierre-et-Saint-Paul de Langonnet (chapiteaux qui témoignent d'ailleurs de l'existence d'une école locale originale).
À l'intérieur de la pochette du disque, les textes en breton et leur traduction, avec la précision qu'il est aussi possible pour un non bretonnant d'apprécier les compositions par tous ce qui n'est pas cognitif mais sensitif (la musicalité par exemple).

## Fiche technique

### Liste des morceaux
| 1.    | Stock ouzh an enez (En vue de l'île)                               | texte de Youenn Gwernig       | Alan Stivell    | 4:08  |
| 2.    | Hommes liges des talus en transe                                   | morceaux choisis, Paol Keineg | A. Stivell      | 16:05 |
| 3.    | Rinnenn XX (Arcane XX)                                             | G.B. Kerverzhioù              | Jord Cochevelou | 3:36  |
| 4.    | An eur-se ken tost d'ar peurbad (Cette heure si près de l'éternel) | Maodez Glanndour              | Jord Cochevelou | 5:13  |
| 5.    | Negro song                                                         | Per Denez                     | A. Stivell      | 4:14  |
| 6.    | E-tal ar groaz (Face à la croix)                                   | Yann Sohier                   | A. Stivell      | 5:37  |
| 7.    | Ar chas doñv'yelo da ouez (Les chiens redeviendront sauvages)      | Yann-Ber Piriou               | A. Stivell      | 1:50  |
| 40:43 |                                                                    |                               |                 |       |

### Crédits

#### Équipe artistique
- Alan Stivell : chant, harpes celtiques, bombarde, orgue, synthétiseur (Elka)
- Dan Ar Braz : guitare acoustique (7)

#### Équipe technique
- Production : Alan Stivell (Keltia III)
- Enregistrement : Alan Stivell (home-studio Keltia III, Langonnet)
- Mixage : Renault Richard (studio Iris, Milizac)
- Photo : Claude Jarroir (église de Langonnet), Dominique Andrieux (édition Dreyfus)